# سانت ليو
سانت ليو (بالإنجليزية: St. Leo)‏ هي مدينة أمريكية تقع في ولاية فلوريدا. تبلغ مساحة هذه المدينة 4.9 (كم²)،ويبلغ عدد سكانها 595 نسمة حسب إحصاء سنة 2010 م 595.تشير إحصاءات سنة 2000م بأن الكثافة السكانية في هذه المدينة تقدر بـ(121.4) نسمة/كم2 